# Mother and Child
Mother and Child es una película estadounidense dirigida y escrita por Rodrigo García Barcha en 2009. Los temas principales de la película son la ausencia y la pérdida que forma y deforma a cada uno de los personajes.

## Argumento
Cuando tenía 14 años, Karen abandonó a su hija recién nacida por imposición de su madre. Ha pasado mucho tiempo desde entonces, pero ella no ha dejado de arrepentirse de esa decisión, ni siquiera ahora que ha encontrado al hombre de su vida. Esa niña se llama Elizabeth, trabaja en una firma de abogados e intenta hacer frente a sus problemas familiares y sexuales. El destino irá uniendo los caminos de Karen, Elizabeth y Lucy, una mujer que quiere ser madre sin saber si está preparada para ello.

## Recepción
La película fue recibida de manera positiva por parte de la crítica, la página web Sensacine.com recopiló un total de 6 críticas españolas sobre ella recibiendo una nota media de 2,5 sobre 5. Por su parte, la página web Rotten tomatoes recopiló un total de 98 críticas estadounidenses sobre ella siendo el 80% (78) positiva y recibiendo una nota media de 6,7 sobre 10, mientras que Allociné recopiló un total de 20 críticas francesas sobre ella recibiendo una nota media de 2,88 sobre 5.
En taquilla no tuvo el éxito esperado, a pesar de las buena recepción de la crítica, un buen reparto y no tener apenas competencia. La película recaudó USD 4.980.736 a nivel mundial frente a un presupuesto de USD 7.000.000.